# Чикаго стегси
Чикаго стегси су били НБА клуб заснован у Чикагу, Илиноису све од 1946. до 1950. године. Пре него што су носили ово име, првобитно су се називали Чикаго атомикси, али су своје име променили у Чикаго стегси нешто пре свог дебитантског меча у БАА. Иако разлог мењања имена никада није званично изјављен, многи сматрају да су атомикси своје име променили због тензија хладног рата које су и даље биле активне у периоду настанка клуба, као и због, тада, врло недавног коришћења атомских бомби у Јапану, чиме је, ефективно, завршен Други светски рат.

## Историја

### Сезона 1946–47
У својој инагуралној години у БАА, Чикаго стегси су били постављени у Западну конференцију где су након 60 утакмица имали изједначен резултат са Сент Луис бомберсима, са 38 победа и 22 пораза. Услед тога, 31. марта 1947. године одиграна је једна утакмица између ова два клуба где су Стегси победили Бомберсе са резултатом 73–66. Након првобитног плеј-оф формата, шампиони две дивизије би се сукобили у полуфиналу. Стегси су поразили Вашингтон кепитолсе, једини други клуб са бољим резултатом од Стегса, 4–2, након чега су изгубили у БАА финалу против Фидалелфија вориорса резултатом 4–1.

### Сезона 1947-48
Следеће сезоне, Стегси су били на другој позицији у својој дивизији са резултатом од 28 побеђених и 20 изгубљних утакмица, само једну победу иза Сент Луис бомберса. У плејо-офовима су победили Вашингтон кепитолсе, а након тога и Бостон селтиксе, чиме, још једном, пролазе у финале. Ипак, у финалу су изгубили против Балтимор булетса.

### Сезона 1948–49
Наредне године, Стегси су завршили на трећем месту са резултатом 38–22, седам победа иза Рочестер ројалса. плеј-офови су проширени са шест на осам клубова, након чега су Стегси играли против Минеаполис лејкерса, где су изгубили 2–0.

### Сезона 1949-50
У својој последњој сезони, Стегси су имали нерешен резултат на трећој позицији са Форт Вејн Золнер пистонсима, након чега су у полуфиналу, још једном, изгубили против Лејкерса. То је био крај НБА у Чикагу све до појављивања Чикаго пекерса 1961. године.
Дана 25. априла 1950. године, Боб Кузи је изабран од стране Три-ситиз Блекхокса али није потписао уговор са клубом. Кузи је желео десет хиљада долара, док је Бен Кернер, власник Блекхокса, давао понуду од шест хиљада долара. Због тога, Кузи је продат Стегсима. Након гашења Стегса, 5. октобра 1950. године одржан је драфт где су играчи требали да се расподеле у остатку лиге. Кузи је преузет од стране Бостон селтикса.
Стегси су један од седам клубова који су врло брзо напустили НБА: Андерсон пекерси, Шебојган редскинси, као и Ватерло хокси су прешли у НПБЛ, док су Чикаго стегси, Денвер нагетси и Сент Луис бомберси потпуно прекинули постојање. Следеће сезоне, лига је имала само 11 клубова, а, током саме сезоне, Вашингтон кепитолси су такође угашени, чиме је укупан број клубова спао на само 10.
НБА би у свој састав од тада Чикаго вратила два пута: први пут од 1961. до 1963. године са Пекерсима/Зефирсима, који су касније постали Вашингтон визардси, као и 1966. године са Булсима.

## Арена
Стегси су игралу у Чикаго Стадиону, који је касније служио као терен Чикаго булса, све до 1994. године, након чега је демолиран како би се на истом месту саградио Јунајтед центар.

## Знаменити играчи
- Макс Заслофски
- Чак Гилмур
- Чик Халберт
- Пол Хјустон
- Енди Филип
- Кен Ролинс
- Кени Сејлорс
- Џин Венс

### Личности у кошаркашкој Кући славних

#### Играчи
- Енди Филип (примљен 1961. године)[5]

#### Тренери
- Харолд Олсен (примљен 1959. године)[6]